# Da zapišem
„Da zapišem“ je televizijski esej posvećen poeziji srpskog pesnika Dušana Matića, u trajanju od 31 minuta, reditelja Slobodana Ž. Jovanovića, a u proizvodnji Radio-televizije Srbije 1999. godine.

## Autorska ekipa
- Reditelj Slobodan Ž. Jovanović
- Direktor fotografije Veselko Krčmar

## Uloge
| Glumac                   | Uloga      |
| ------------------------ | ---------- |
| Jadranka Nanić Jovanović |            |
| Dragan Petrović Pele     | Pripovedač |
| Ivan Jagodić             |            |

## Spoljašnje veze
- Da zapišem на веб-сајту  (језик: енглески)
- Da zapišem - poezija Dušana Matića на веб-сајту